# .ht
.ht je internetová národní doména nejvyššího řádu pro Haiti.